# Ask Me Why
"Ask Me Why" er B-siden på det engelske rockband The Beatles' anden single Please Please Me/Ask Me Why og findes tillige på debutalbummet Please Please Me. Da singlen oprindeligt blev udgivet i Storbritannien den 11. januar 1963, toppede den som nummer 1 på New Musical Express og Melody Maker hitlisterne. Den nåede dog kun nr. 2 på Record Retailer-hitlisten.

## Komposition
"Ask Me Why" er primært skrevet af John Lennon tidligt i 1962. Sangen er krediteret som McCartney-Lennon, som kompositionerne blev benævnt i starten. Paul McCartney har sagt:
 Det var Johns oprindelige idé, og vi satte os begge ned, skrev den sammen og arbejdede den færdig. Det var mest Johns.

Det var en del af deres live-materiale før deres pladekontrakt og var også en af de sange, de spillede ved deres første Parlophone audition i EMI's Abbey Road Studie 2 den 6. Juni 1962.
Sangen efterligner stilen fra Smokey Robinson and the Miracles, som Lennon var påvirket af, og åbningsguitarfrasen er hentet fra Miracles' "What's So Good About Goodbye".
Med hensyn til tonearten står sangen næsten fuldstændig i E-dur, selvom den indeholder en øjeblikkelig hældning mod den relative mol-toneart af C#, og den står i 4/4 takt. Strukturelt er sangen kompleks og indeholder, som Alan Pollack siger, tre forskellige varianter af verset.

## Indspilning
Den første indspilning af "Ask Me Why" blev foretaget i Abbey Road-studierne ved deres allerførste audition den 6. juni 1962 med trommeslageren Pete Best. Alle indspilningerne den dag blev kategoriseret som en 'kommerciel test', og var derfor ikke blevet betragtet egnede til udgivelse, og de to kvart tomme båndspoler fra den session mentes at være ødelagt af EMI. To sange overlevede dog: Besame Mucho og Love Me Do. Disse blev senere fundet på acetatdiske og udgivet på Anthology 1.
Den blev indspillet igen sammen med Please Please Me, den 26. november 1962 med Ringo Starr på trommer. The Beatles øvede også Tip of My Tongue, en anden Lennon og McCartney-sang, som også blev overvejet til B-siden af "Please Please Me"-singlen. Beatles producer George Martin følte dog, at "Tip of My Tongue" stadig havde brug for noget arbejde, og nummeret blev til sidst givet til Tommy Quickly, der udgav den på single i august 1963.

## Udgivelse
"Ask Me Why" blev som før nævnt udgivet som B-side til "Please Please Me" i Storbritannien den 11. januar 1963. 
Sangen var på gruppens allerførste single i USA og var ligesom i Storbritannien B-side med "Please Please Me" som A-side. Den blev udgivet her den 25. februar 1963 på Vee-Jay Records, da Capitol Records (EMI's amerikanske pladeselskab) og Atlantic Records begge havde sagt nej til tilbuddet.. Singlen vakte ikke særlig opmærksomhed, og i øvrigt var gruppens navn ukorrekt stavet som "The Beattles" på den første presning. ).

## Musikere
- John Lennon – forsang, akustisk guitar
- Paul McCartney – bas, sang
- George Harrison – singleguitar, sang
- Ringo Starr – trommer